# استنتونبری
استنتونبری (به انگلیسی: Stantonbury) یک روستا و محله مدنی در بریتانیا است که در میلتون کینز واقع شده‌است. استنتونبری ۱۰٬۰۸۴ نفر جمعیت دارد.